# Antonia Duță
Antonia Duță (n. 8 octombrie 2004, București, România) este o gimnastă română, medaliată europeană. 